# Tyresövallen
Tyresövallen, tidigare Bollmoravallen, är en idrottsplats i Tyresö kommun i Sverige.  Den används som hemmaplan av Tyresö FF och Tyresö Royal Crowns. Den tar cirka 2 700 åskådare.

## Stands
Det finns två läktare som tar cirka 1 100 åskådare, det finns en ståplatsläkare som tar 1 600 eller minst 2 700 åskådare.

### Fotnoter
1. ↑  Bollmoravallen omdöpt till Tyresövallen - Tyresö kommun Arkiverad 24 maj 2014 hämtat från the Wayback Machine.
2. ↑  ”Arkiverade kopian”. Arkiverad från originalet den 16 oktober 2013. https://web.archive.org/web/20131016234526/http://unwomen.se/nyheter/tyreso-ff-paris-saint-germain/. Läst 16 oktober 2013. hämtdatum: 23 maj 2014
3. ↑  ”Arkiverade kopian”. Arkiverad från originalet den 16 oktober 2013. https://web.archive.org/web/20131016234526/http://unwomen.se/nyheter/tyreso-ff-paris-saint-germain/. Läst 16 oktober 2013. läst 2013-10-16
4. ↑  Tyresövallen - Tyresö kommun